# Cratere Hansberry
Hansberry  è un cratere sulla superficie di Venere. Deve il suo nome alla commediografa statunitense Lorraine Hansberry.